# بیگانه (قانون)
در قانون کسی که شهروندی کشوری را ندارد، نسبت به آن کشور بیگانه محسوب می‌شود.

## انواع بیگانه
- بیگانه قانونی: یک بیگانه قانونی کسی است که به شکل قانونی در خاک کشوری حضور دارد.
  - بیگانه مقیم: یک بیگانه قانونی ممکن است حق اقامت دائم یا موقت را در کشوری داشته باشد در آن صورت بیگانه مقیم یا ساکن نامیده می‌شود.
  - بیگانه غیرمقیم: یک بیگانه قانونی ممکن است حق اقامت در کشوری را نداشته باشد و تنها جهت گردشگری، درمان و... به آن کشور سفر کند.
- بیگانه غیرقانونی: بیگانه‌ای که به شکل غیرقانونی در خاک کشوری حضور دارد.
- بیگانه متخاصم: کسی که شهروند یک کشور دشمن باشد بیگانه متخاصم است.